# Centelha Nativista
A Centelha Nativista foi um grupo nacionalista brasileiro fundado por jovens oficiais das Forças Armadas do Brasil em 1967–1969. As fontes sobre seus fundadores e data de origem são incertas, e o movimento teve várias encarnações, confundindo os serviços de inteligência e a imprensa. Os integrantes da Centelha eram intransigentes com o comunismo e descontentes com os rumos da “Revolução de 1964”. Alguns eram militares cassados. Oficiais da Brigada Paraquedista tinham destaque, entre eles José Valporto de Sá e Kurt Pessek, integrantes do grupo fundador. O movimento nasceu em Salvador, Bahia, e reapareceu na Vila Militar do Rio de Janeiro. Valporto de Sá organizou uma espécie de sociedade secreta, com simbologia e rituais em estilo fascista. Seu grupo estava ligado à invasão da estação transmissora da Rádio Nacional para protestar contra a libertação de presos políticos no sequestro do embaixador dos Estados Unidos em 1969. A Centelha era um de vários movimentos anticomunistas clandestinos fundados no período. Apoiava a candidatura do general Afonso Augusto de Albuquerque Lima à presidência e era abertamente contrário ao capital estrangeiro no Brasil. O grupo chegou a almejar a presidência do Clube Militar.
A Divisão de Segurança e Informações do Ministério da Justiça avaliou a Centelha em 1981 como um “grupo de extrema-direita, e evoluiu para posições liberais e democráticas”, mas levou em conta apenas suas aparições na imprensa. No governo de Emílio Garrastazu Médici (1969–1974) a Centelha foi cortejada por parte da esquerda civil, como o deputado federal pela Bahia Chico Pinto, representante dos “autênticos” do Movimento Democrático Brasileiro. No governo de Ernesto Geisel (1974–1979), defendeu a abertura política. Essa reviravolta política também foi típica de sua geração da linha-dura. A Centelha foi um dos grupos militares clandestinos de apoio à candidatura oposicionista de Euler Bentes Monteiro na eleição presidencial de 1978. Ela juntou-se a sindicatos e partidos de esquerda para protestar contra a venda de estatais. Na década de 1990, sob o nome de “Movimento Nativista Brasileiro”, teve como maior representante o coronel da reserva Francimá de Luna Máximo, um dos invasores da Rádio Nacional em 1969. Ele discursou contra o governo de Fernando Henrique Cardoso na tribuna da Câmara de Vereadores de João Pessoa e na Universidade Federal da Paraíba.
A Centelha compartilhava com a Brigada Paraquedista um gosto pelos rituais e o simbolismo, mas é difícil dizer até que ponto qual influenciou qual. Os militantes subiram na hierarquia paraquedista, mas ao final da ditadura a Brigada já estava distante da militância política. A Centelha Nativista deixou como legado seu lema “Brasil acima de tudo”, criado por Valporto de Sá e assimilado pela Brigada como lema oficial após o general Hugo de Abreu, seu comandante de 1970 a 1974, aproximar-se do grupo. O primeiro registro oficial do brado na Brigada é de 1971; no mesmo ano, ela foi usada por Chico Pinto em seu primeiro discurso como deputado federal.